# A Woman's Rage
A Woman's Rage (Amerikaanse titel: The Love of Her Life) is een televisiefilm uit de Verenigde Staten uit 2008.

## Verhaal
De mooie 30-jarige Allison is een dermate jaloers type dat ze geen enkele man kan houden. Zo ook Brian die haar laat vallen voor Kathryn. Als Brian duidelijk maakt dat het definitief gedaan is tussen hen, vermoordt ze hem en wil ze ook wraak nemen op Kathryn. Daarvoor vermoordt ze ook Brians zus Jordan en neemt haar plaats in. Ze gaat bij Kathryn logeren om zogezegd Brians spullen op te ruimen, met de intentie Kathryns zoon Scott te vermoorden. Eerst verleidt ze hem, zodat ze hem kan meelokken naar Brians afgelegen buitenverblijf dat ze heeft geprepareerd om het op te blazen. Ze slaagt bijna in haar opzet, maar nadat Kathryn Scott terugvindt, en Allison de ware toedracht heeft onthuld aan Kathryn, kan die haar overmeesteren.

## Rolbezetting
| Acteur            | Personage     | Opmerkingen                                   |
| ----------------- | ------------- | --------------------------------------------- |
| Cynthia Preston   | Allison       | Gestoorde en op wraak beluste ex van Brian.   |
| Brandy Ledford    | Kathryn Brown | Nieuwe liefde van Brian.                      |
| Alex House        | Scott Brown   | Kathryns zoon die door Allison verleid wordt. |
| Cameron Bancroft  | Brian         | Onderwerp van de liefdesperikelen.            |
| Claire Brosseau   | Jordan        | Brians zus.                                   |
| Nick Baillie      | Ian Matthews  | Goede vriend van Brian.                       |
| Paula Jean Hixson | Joy           | Vriendin en collega van Kathryn.              |
| Caitie Campo      | Allison       | Allison tijdens haar kinderjaren.             |